# Counsellor at Law

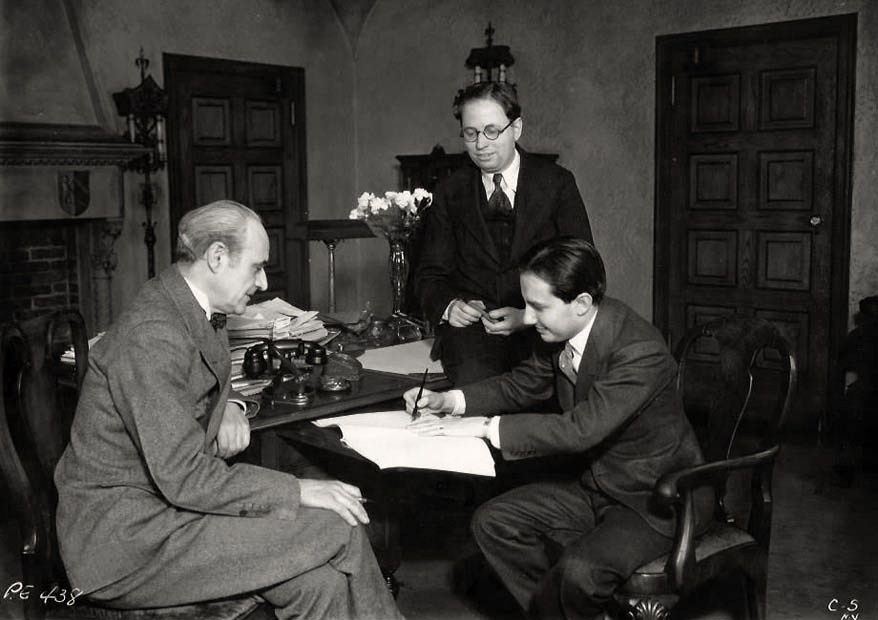

Counsellor at Law is een film uit 1933 onder regie van William Wyler. De film is gebaseerd op het toneelstuk Counsellor-at-Law van Elmer Rice, dat van 6 november 1931 tot en met juli 1932 te zien was op Broadway.
De film gaat over een meedogenloze advocaat die ontzettend veel aanzien krijgt in zijn carrière, maar een beroerd persoonlijke leven heeft. Zijn vrouw is hem namelijk ontrouw.

## Rolverdeling
| Acteur         | Personage            |
| -------------- | -------------------- |
| John Barrymore | George Simon         |
| Bebe Daniels   | Regina 'Rexy' Gordon |
| Doris Kenyon   | Cora Simon           |
| Isabel Jewell  | Bessie Green         |
| Melvyn Douglas | Roy Darwin           |
| Thelma Todd    | Lillian La Rue       |
| Onslow Stevens | John P. Tedesco      |
| Mayo Methot    | Zedorah Chapman      |